# Sella (bicicletta)

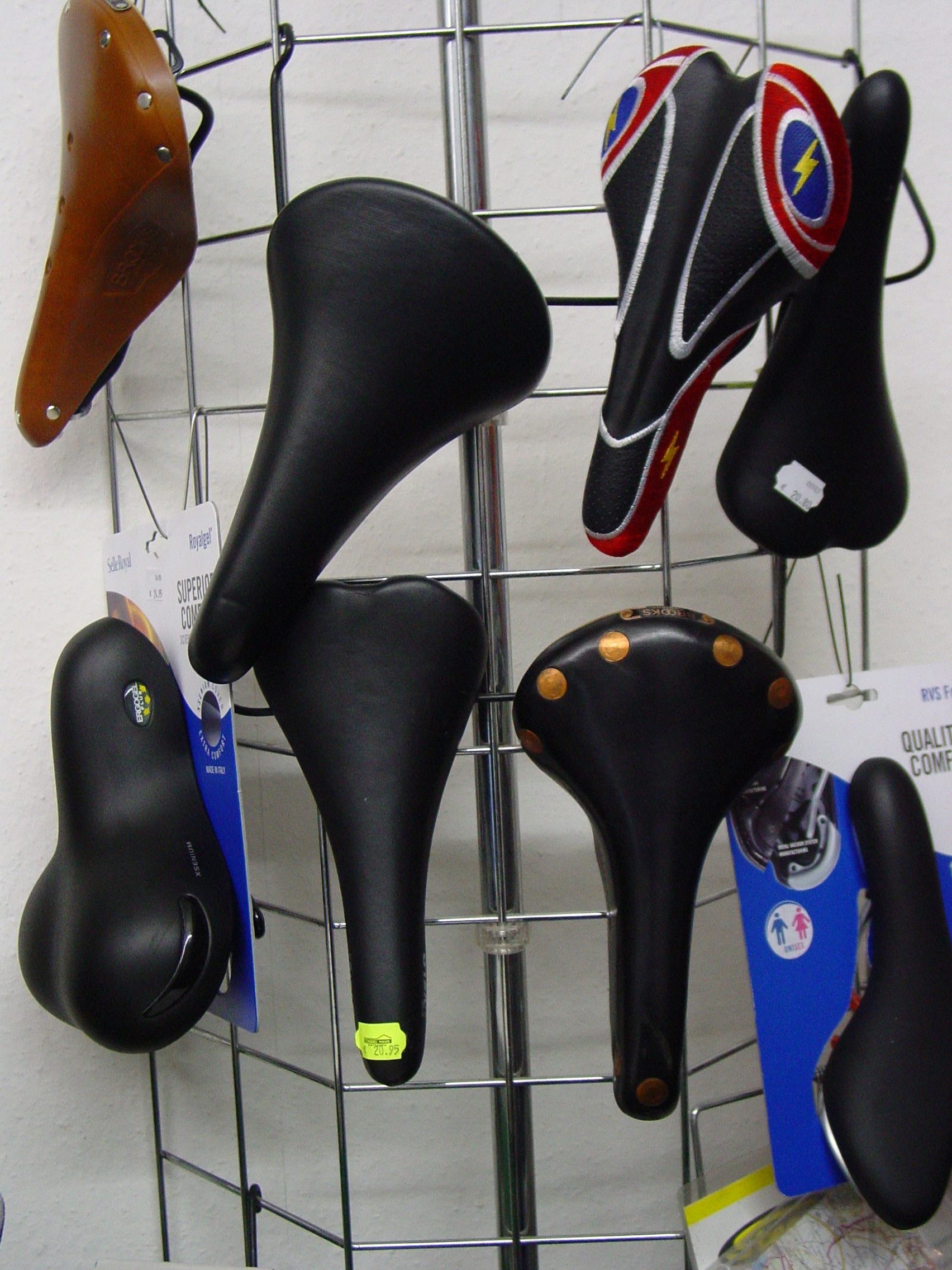
Vari tipi di sellini

Un sellino o sella è uno dei tre contatti del guidatore (o passeggero) di una bicicletta; gli altri due sono i pedali e il manubrio.
Il sellino della bicicletta fu sviluppato sin dalla draisina. Funziona come la sella per cavalli, che si differenzia per i diversi punti di contatto e di carico del passeggero.
Solitamente è posta sul reggisella e aggiustabile mediante lo scorrimento del tubo nel telaio.

## Evidenze
Problemi legati al sellino sono stati identificati nel tempo. Legati all'uso prolungato, come nei servizi di polizia. La pressione nella zona perineale causa follicolite, foruncolosi, linfedema, irritazione della pelle.

## Tipi di selle

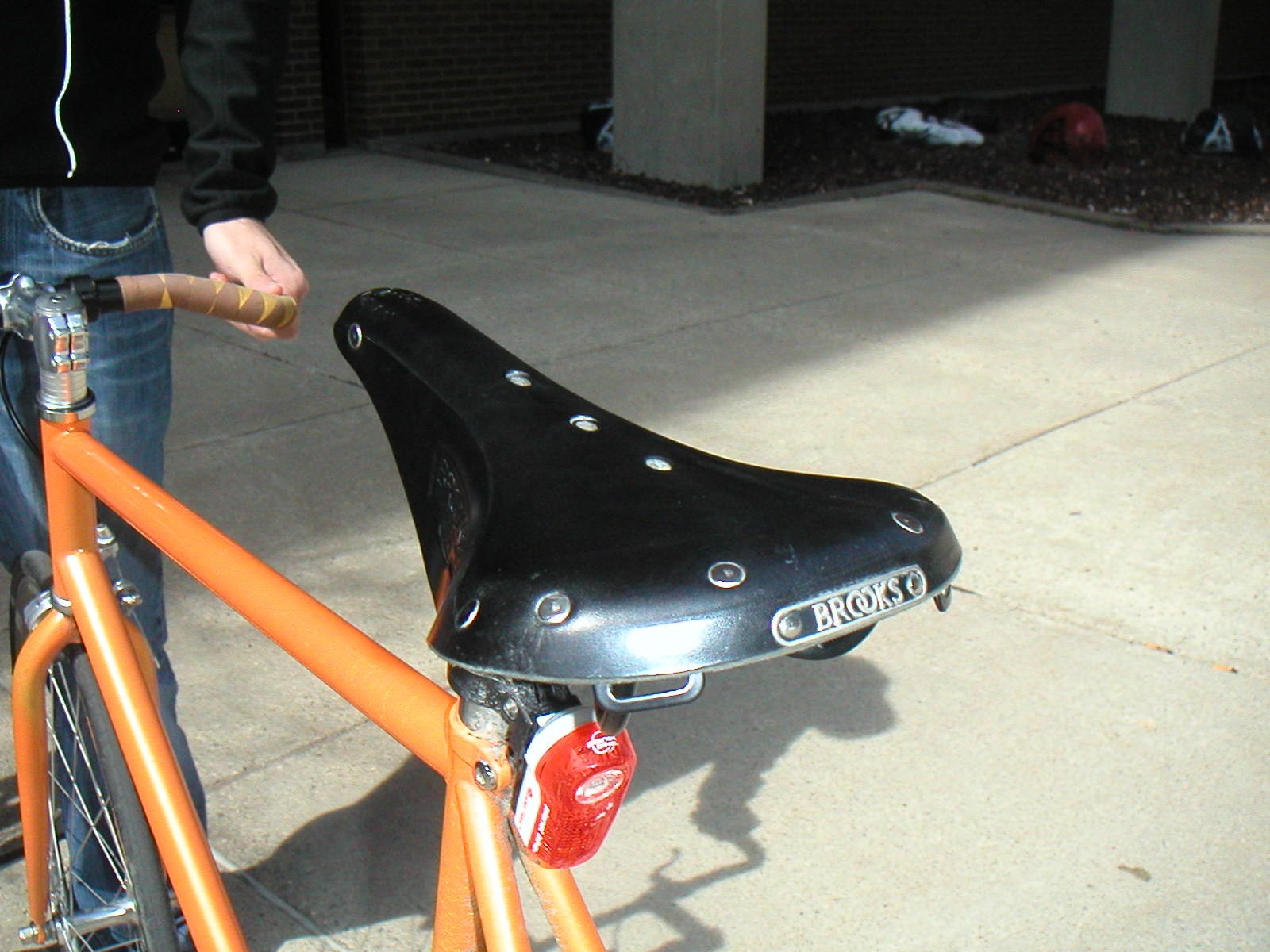
Una Brooks in pelle
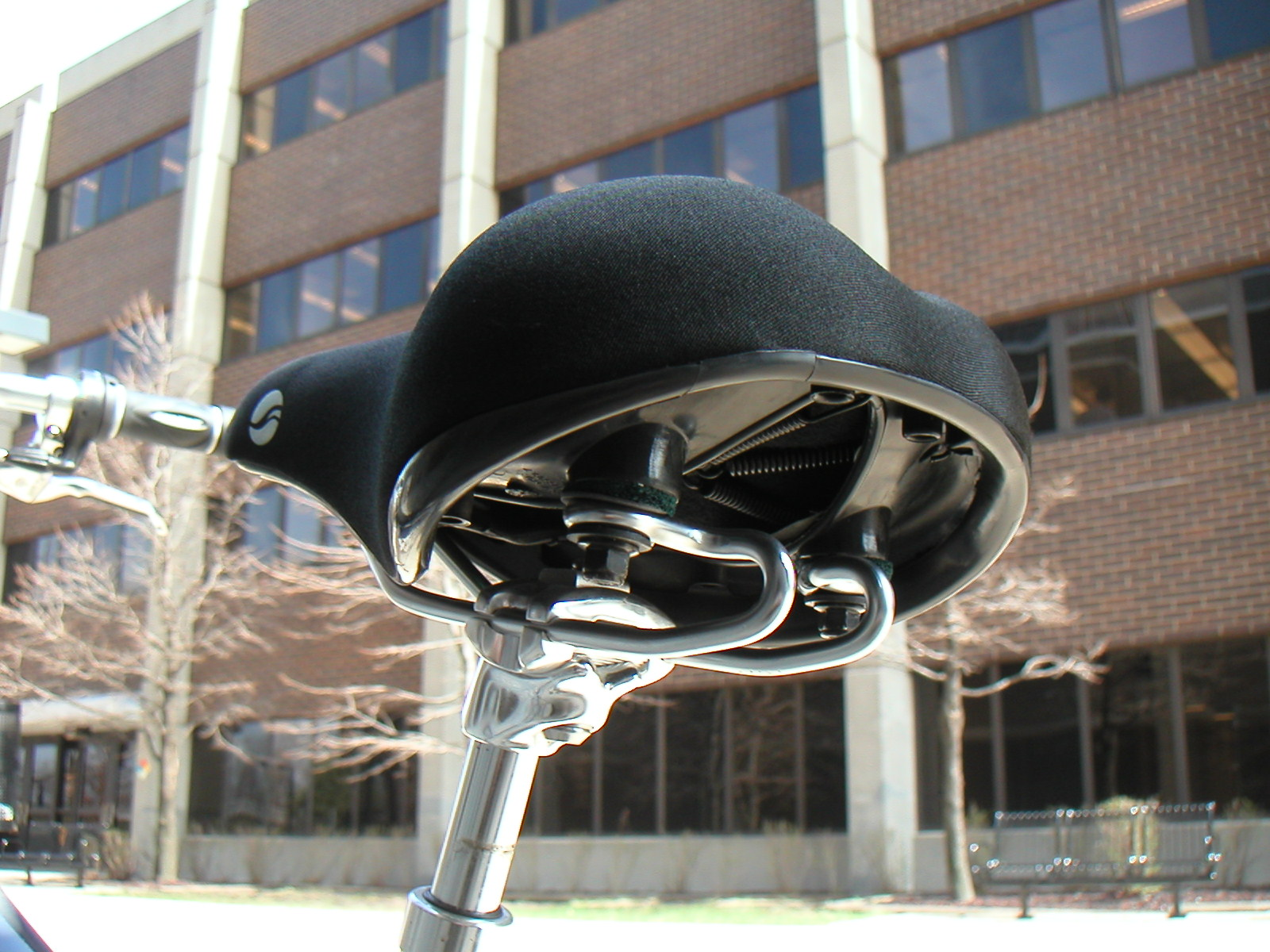
Sellino con molle in gomma
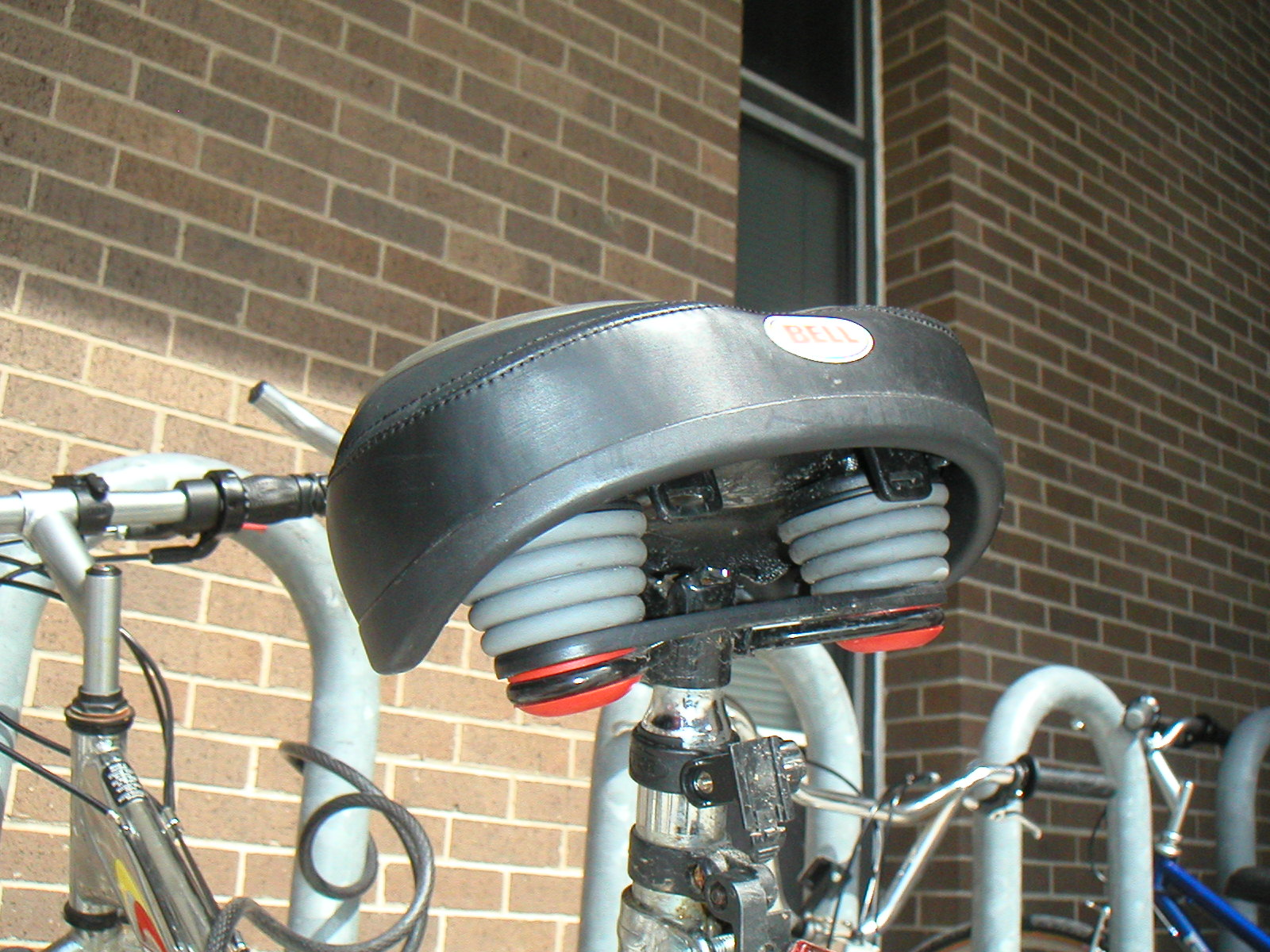
Sellino con molle in elastomero
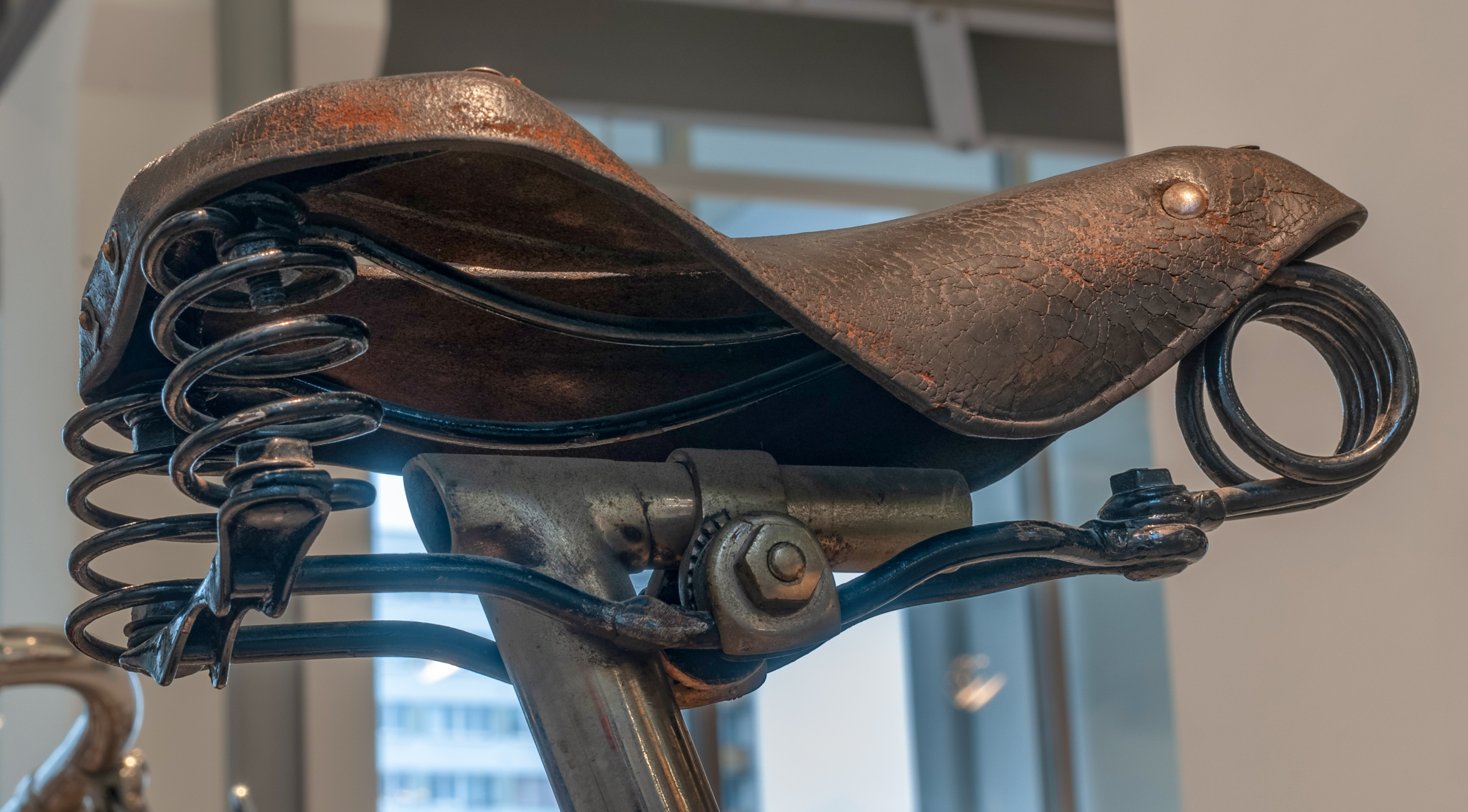
Laurin & Klement del 1890
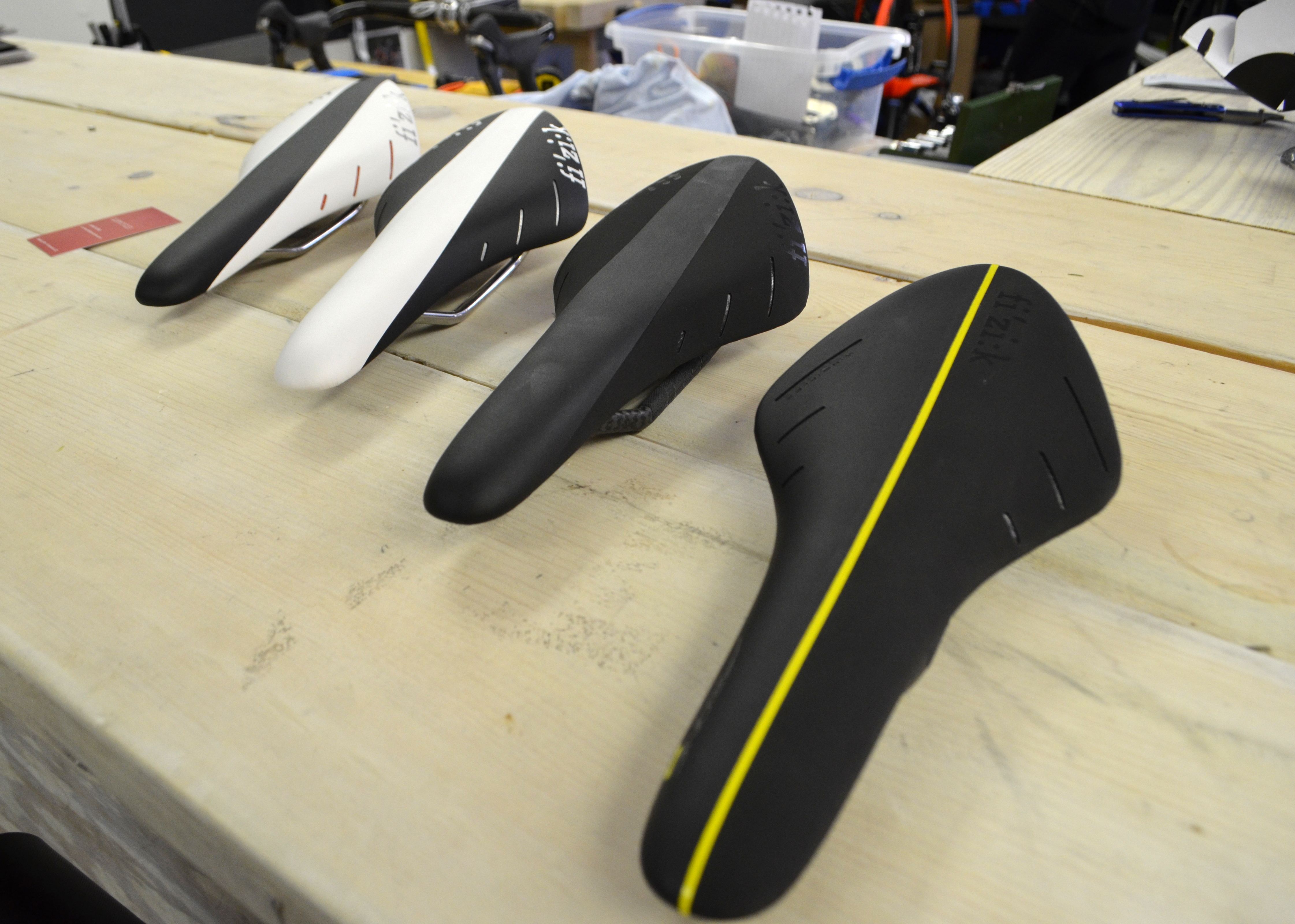
Sellini per bici da corsa